# راحاب
راحاب كانت امرأة زانية تسكن في أريحا في أرض الميعاد، حسب سفر يشوع.
اسم عبري معناه «رحب» أو «متسع». هي امرأة زانية (راحاب الزانية) من أريحا (يش 2: 1) أضافت الجاسوسين الذين ارسلهما يشوع ليتجسسا المدينة، وخبأتها لدى البحث عنهما، وأخيراً أنزلتهما بحبل من الكوة إذ كان بيتها ملاصقاً لسور المدينة. وبهذه الطريقة أنقذتهما فعادا سالمين إلى محلة العبرانيين وقبل أن أطلقتهما قطعت عليهما عهداً ليتوسطا في إنقاذ حياتها وكل بيت أبيها إذا ما دخل العبرانيون المدينة وخربوها، وأعطياها علامة أن تربط حبلاً من خيوط القرمز في الكوة التي أنزلتهما منها (يش 2: 1024). وعندما أخذ يشوع أريحا نجت راحاب مع كل بيتها فسكنوا جميعاً في وسط بني إسرائيل (يش 6: 17-25 وعب 11: 31 ويع 2: 25).
وهي التي تزوجت سلمون من سبط يهوذا فصارت ضمن سلسلة نسب الملك داود وبالتالي ضمن سلسلة نسب الرب يسوع (مت 1: 5).

## مقالات ذات صلة
معركة أريحا